# Боніфацій VIII
Боніфацій VIII (лат. Bonifacius; бл.1235, Ананьї — 11 жовтня 1303, Рим) — сто дев'яносто другий папа Римський, понтифікат якого тривав з 24 грудня 1294 року до 11 жовтня 1303 року.

## Біографія
Бенедетто був молодшим сином у небагатій знатній родині Каетані, а тому ще в молодому віці став священиком у кафедральному соборі міста Ананьї. У 1252 році його дядько П'єтро Каетані був призначений єпископом у місті Тоді в Умбрії, а тому Бенедетто поїхав туди і розпочав своє навчання.
У 1264 році почав служити секретарем кардинала Сімона де Бріє. Пізніше він супроводжував кардинала Оттобона Фієскі в його подорожі до Англії (1265—1268) для подолання бунту групи баронів проти короля Англії Генріха III. У 1281 році Бенедетто був призначений кардиналом-дияконом, після чого служив папським легатом для виконання різного роду дипломатичних місій у Франції, Неаполі, Сицилії і Арагоні.
Його було обрано папою в 1294 році після зречення Целестина V. Проте Целестин V не одержав спокою, якого він прагнув. Боніфацій VIII ув'язнив його в замку Фумоне поблизу Ферентіно в Кампаньї, де Целестин і помер 19 травня 1296 року. Деякі історики вважають, що його вбили за наказом Боніфація VIII.
Боніфацій VIII у 1303 році заснував Римський університет ла Сапієнца. Він був прихильником втручання папської влади у світські справи, абсолютизував тезу про верховенство папи над світськими володарями. Ці погляди призвели до конфліктів Папи з імператором Альбрехтом I, впливовою італійською родиною Колонна та королем Франції Філіпом IV.
Конфлікт із Філіпом IV Красивим призвів спочатку до відлучення короля від церкви, а потім до арешту папи французькими військами. Від папи стали вимагати відставки, але Боніфацій VIII відповів, що радше вмре. Хоча його відпустили, він незабаром помер, можливо, як стверджували чутки, вчинив самогубство.
У 1311 році Філіп Красивий організував суд над пам'яттю Боніфація VIII, який, однак, не дав бажаного для короля результату.
У «Божественній комедії» Данте помістив Боніфація VIII до пекла.